# اليحر
اليحر مدينة تابعة لمنطقة العين تقع على بعد 29 كيلو متر عن مركز مدينة العين وحوالي 130 كيلو متر عن مدينة أبو ظبي.

## التسمية
سميت المدينة بالجَحَر لأن أراضيها تنخفض عن المناطق المحيطة بها حيث تحيط الكثبان الرملية بالمدينة من كافة الجوانب. وحيث إن أهل المنطقة يحولون حرف الجيم إلى حرف الياء في النطق العامي أصبحت المدينة تعرف باسم اليحر

## التقسيم
المدينة تنقسم إلى عدة أقسام هي :
1. اليحر القديمة.
2. اليحر الشمالي.
3. اليحر الجنوبي 1.
4. اليحر الجنوبي 2.
5. اليحر العالية أو حي عالية.
6. منطقة اليحر الجديدة والتي انتشرت تسميتها بين سكان اليحر بألف مسكن.

## المباني والمعالم
قد لا تتوفر في المنطقة معالم شهيرة الا انها تحوي الخدمات الاساسية التي توفرها وتدعمها الحكومة مثل : 
- المدارس الحكومية بمختلف مراحلها ( ابتدائي - إعدادي - ثانوي ) وأنواعها ( بنين وبنات )
- نادي العين الرياضي الثقافي ( فرع اليحر )
- فرع لدائرة الماء والكهرباء
- فرع لمؤسسة الإمارات للاتصالات
- مركزين صحيين حكوميين.
- فرع بنك أبو ظبي التجاري
- فرع مصرف أبوظبي الإسلامي
- فرع بنك دبي الإسلامي
- فرع بنك الاتحاد الوطني
- محكمة ونيابة اليحر
- مركز تعليم الكبار
- العديد من المحلات والمراكز التجارية المتوسطة وكذلك عدد من المراكز الطبية الخاصة
- عدد  من المساجد ومصلى للعيد
- حديقة اليحر وبها حدقتين يالشمالي والجنوبي

وتتوافر في المنطقة الطرق الممهدة التي تربط كافة أرجائها من جهة وتربط المدينة بالمدن المجاورة من جهة أخرى. 
تتميز اليحر بنشاطها تجاري جيد مماجعلها مقصداً هاماً للتجار لاستثمار مشاريعهم فيها بعد أن كانت قرية صحراوية نائية ومهملة يرفض عدد كبير ممن يحصلون على مساكن شعبية ان يسكنوا فيها أصبحت مقصدا لكثير من السكان.

## الطقس
الطقس في منطقة اليحر  كباقي مناطق العين طقس صحراوي حار وجاف يمتاز بانخفاض  الرطوبة صيفا عن معدلاتها في المناطق الساحلية ، ولكن ترتفع فيها الحرارة قليلا مقارنة بوسط مدينة العين  نظرا لانخفاضها بين كثبان رملية  خصوصا التي تحيطها من الجهة الشمالية.

## معرض الصور

السوق التجاري
احد الطرق في اليحر
مدخل حديقة اليحر
حديقة اليحر